# Aneura subledermannii
Aneura subledermannii là một loài rêu trong họ Aneuraceae. Loài này được Stephani mô tả khoa học đầu tiên năm 1923.